# Brendan Green
Pour les articles homonymes, voir Green.
Brendan Green, né le 4 novembre 1986 à Hay River, est un biathlète canadien.

## Biographie

### Carrière sportive
Son premier résultat important est sa médaille d'argent en relais, aux Championnats du monde des moins de 19 ans à Kontiolahti.
Entré en équipe nationale sénior en 2007, il fait ses débuts en Coupe du monde lors de la saison 2008-2009. En 2010, il marque ses premiers points en Coupe du monde à Antholz, où il signe deux classements dans le top vingt, puis gagne une épreuve de l'IBU Cup à Martell. Il prend part au relais canadien aux Jeux olympiques de Vancouver, finissant dixième. En mars 2012, il termine pour la première fois dans le top dix en Coupe du monde, avec une neuvième place au sprint de Holmenkollen.
Lors des Jeux olympiques de Sotchi 2014, il participe à toutes les courses et termine notamment neuvième de la mass-start. Il venait de finir huitième du sprint d'Anterselva en Coupe du monde. Un an plus tard, sur le même site et le même format, il enregistre le meilleur résultat de sa carrière dans l'élite en se classant cinquième.
En 2016, aux Championnats du monde à Oslo, il est le dernier skieur du relais canadien médaillé de bronze, apportant à son pays son premier podium dans cette discipline (avec Scott Gow, Christian Gow et Nathan Smith).
Aux Jeux olympiques d'hiver de 2018, il est 82e du sprint, 22e de l'individuel, 11e du relais et 12e du relais mixte. Au cours de la saison 2018-2019, il prend sa retraite sportive.

### Vie privée
Il s'est marié avec la biathlète Rosanna Crawford.

## Palmarès

### Jeux olympiques
| Épreuve / Édition                | Individuel | Sprint | Poursuite | Départ en masse | Relais | Relais mixte                     |
| Jeux olympiques 2010 Vancouver   | —          | —      | —         | —               | 10e    | Épreuve inexistante à cette date |
| Jeux olympiques 2014 Sotchi      | 21e        | 23e    | 35e       | 9e              | 7e     | 11e                              |
| Jeux olympiques 2018 Pyeongchang | 22e        | 82e    | —         | —               | 11e    | 12e                              |

Légende :
- - : Non disputée par Green

### Championnats du monde
| Épreuve / Édition             | Individuel                       | Sprint                           | Poursuite                        | Départ en masse                  | Relais                           | Relais mixte |
| Mondiaux 2009 Pyeongchang     | 80e                              | 80e                              | —                                | —                                | 16e                              | —            |
| Mondiaux 2010 Khanty-Mansiïsk | Épreuve inexistante à cette date | Épreuve inexistante à cette date | Épreuve inexistante à cette date | Épreuve inexistante à cette date | Épreuve inexistante à cette date | 12e          |
| Mondiaux 2011 Khanty-Mansiïsk | 64e                              | 91e                              | —                                | —                                | 11e                              | —            |
| Mondiaux 2015 Kontiolahti     | 21e                              | 21e                              | 16e                              | 21e                              | 19e                              | 12e          |
| Mondiaux 2016 Holmenkollen    | 47e                              | 35e                              | 33e                              | —                                | Médaille de bronze, monde        | 11e          |
| Mondiaux 2017 Hochfilzen      | 86e                              | 38e                              | 52e                              | —                                | 13e                              | 13e          |

Légende :
- : pas d'épreuve
- — : Non disputée par Brendan Green

### Coupe du monde
- Meilleur classement général : 32e en 2015.
- Meilleur résultat individuel : 5e.
- 1 podium en relais : 1 troisième place.

#### Classements en Coupe du monde
| Année     | Classement général final | Sprint | Poursuite | Individuel | Mass start |
| 2009-2010 | 60e                      | 81e    | 49e       | 54e        | -          |
| 2010-2011 | 53e                      | 50e    | 78e       | 38e        | 53e        |
| 2011-2012 | 39e                      | 35e    | 38e       | 43e        | 35e        |
| 2013-2014 | 41e                      | 35e    | 44e       | -          | 35e        |
| 2014-2015 | 32e                      | 28e    | 31e       | 40e        | 30e        |
| 2015-2016 | 55e                      | 77e    | 47e       | 38e        | -          |
| 2016-2017 | 76e                      | 61e    | -         | -          | -          |
| 2017-2018 | 82e                      | 82e    | 69e       | -          | -          |

### IBU Cup
- 2 podiums individuels, dont 1 victoire.

### Championnats du monde junior
- Médaille de bronze du relais en 2007.

### Championnats du monde jeunesse
- Médaille d'argent du relais en 2005.